# Utrechti Egyetem
Az Utrechti Egyetem (hollandul Universiteit Utrecht) a hollandiai Utrecht városban működő egyetem, Hollandia egyik legrégibb egyeteme, európai szinten is jelentős méretű. Az egyik egyetemi rangsor szerint a 107 helyen áll.
A XVII. században az Utrechti Egyetem, amelyet 1636-ban alapítottak, gyorsan Európa egyik vezető akadémiai központjává vált. Református intézmény volt, amely a holland protestáns államvallás, a kálvinizmus szellemében működött. Különösen híres volt a természettudományok, teológia és jog terén folytatott oktatásáról és kutatásáról. Az intézmény olyan progresszív szellemi központként működött, amely a reformáció eszméit ötvözte az új tudományos felfedezésekkel. Neves professzorai, mint például René Descartes, aki Utrechtben is dolgozott, hozzájárultak az egyetem nemzetközi hírnevéhez, különösen a filozófia és a matematikai logika területén.

## Híresebb öregdiákok
Számos kiemelt tudós élt itt öregdiákként és oktatóként, több Nobel-díjas is található közöttük:
- René Descartes matematikus, filozófus
- Nicolaas Bloembergen (Nobel-díjas (1981) fizikus)
- Peter Debye (Nobel-díjas (1936, orvosi) fizikus)
- Christiaan Eijkman (orvos, patológus, Nobel-díjas)
- Willem Einthoven (orvos, fizikus, Nobel-díjas)
- Gerardus ’t Hooft (Nobel-díjas (1999) fizikus)
- Tjalling Koopmans (matematikus, fizikus, közgazdász, Nobel-díjas)
- Wilhelm Conrad Röntgen (Nobel-díjas (1901) fizikus)
- Lavoslav Ruzicka (Nobel-díjas kémikus)
- J. H. van 't Hoff (Nobel-díjas kémikus)
- Martinus Veltman (Nobel-díjas (1999) fizikus)